# Viking Air
Viking Ar Ltd. é um fabricante canadense de aeronaves, assim como peças de aeronaves e sistemas, com base na província da Columbia Britânica. A empresa produz novas versões do DHC-6 Twin Otter, versões atualizadas do DHC-2 Beaver, peças de reposição para antigas aeronaves da De Havilland Canada, como também aeronaves e componentes para a Bell Helicopter Textron. O seu Presidente e CEO, desde maio de 2005, é David Curtis.

## História
A empresa foi fundada em 1970 como o objetivo de reformar, vender, modificar e reparar aeronaves.
Adquiriu os direitos exclusivos para a fabricação de peças de reposição e distribuir o DHC-2 Castor e o DHC-3 Lontra, em 1983. Em Maio de 2005 a empresa passou dar assistência para os antigos modelos da de Havilland Canada, atual Bombardier.
Desde 2008, a Viking produz sua própria versão do DHC-6 Twin Otter e repara o DHC-2 Beaver.
Em 24 de fevereiro de 2006 a Viking comprou os direitos junto à Bombardier para todos os projetos descontinuados da De Havilland Canada, incluindo:
- DHC-1 Chipmunk
- DHC-2 Beaver
- DHC-3 Lontra
- DHC-4 Caribou
- DHC-5 Buffalo
- DHC-6 Twin Otter
- DHC-7 Traço 7

Não foram incluídos os certificados de tipo para o DHC-8 Dash 8, que ainda é produzido pela Bombardier Aerospace como seus Q400 série.
A Viking Ar também ocupou o certificado de tipo para o Trident TR-1 Trigull desde 2006. a Propriedade dos certificados para a ex-Havilland e Trident série dá Viking o direito exclusivo de fabricar e vender novas aeronaves dos tipos.

## Nova produção

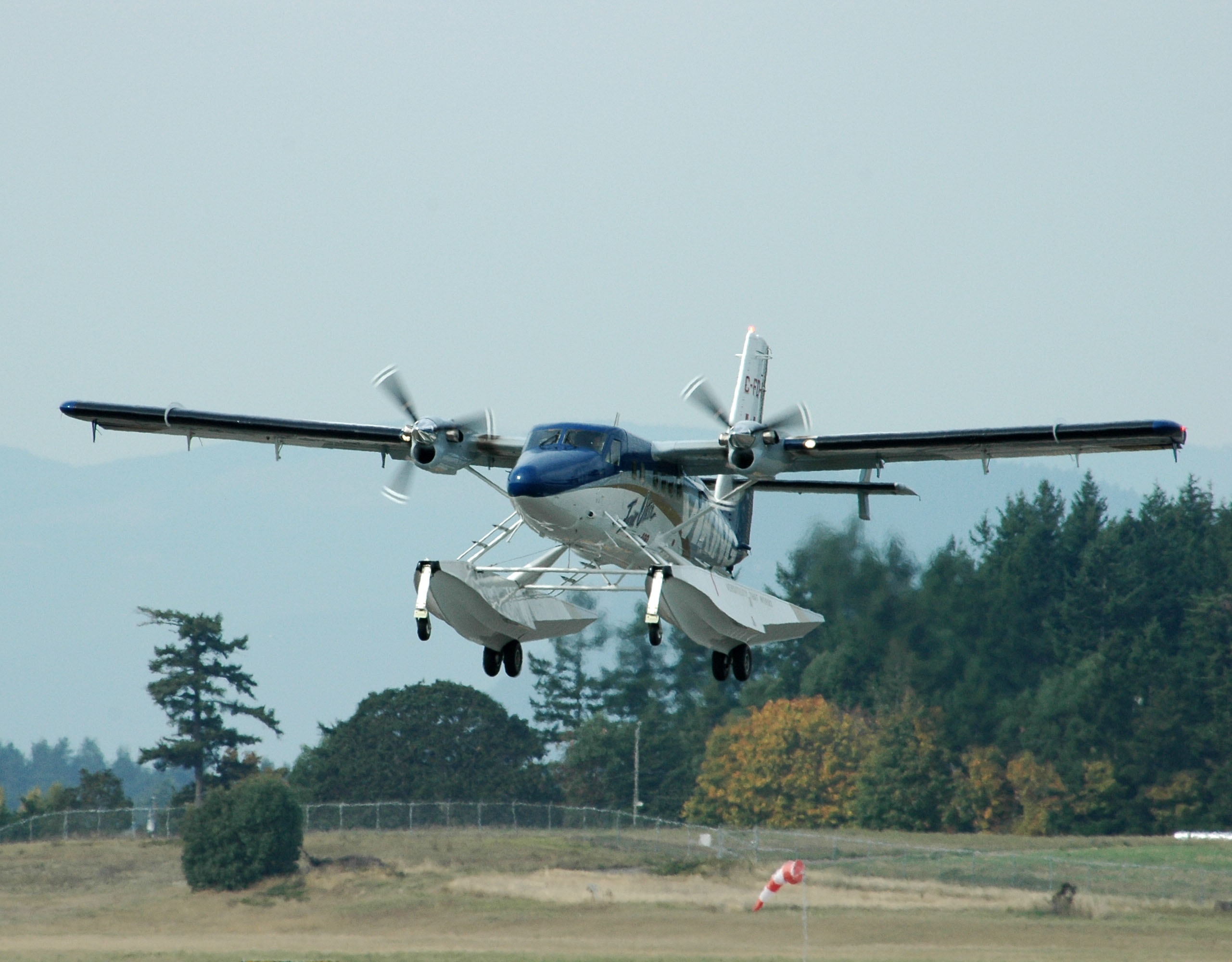
Primeiro voo da Série 400, em outubro 1, 2008

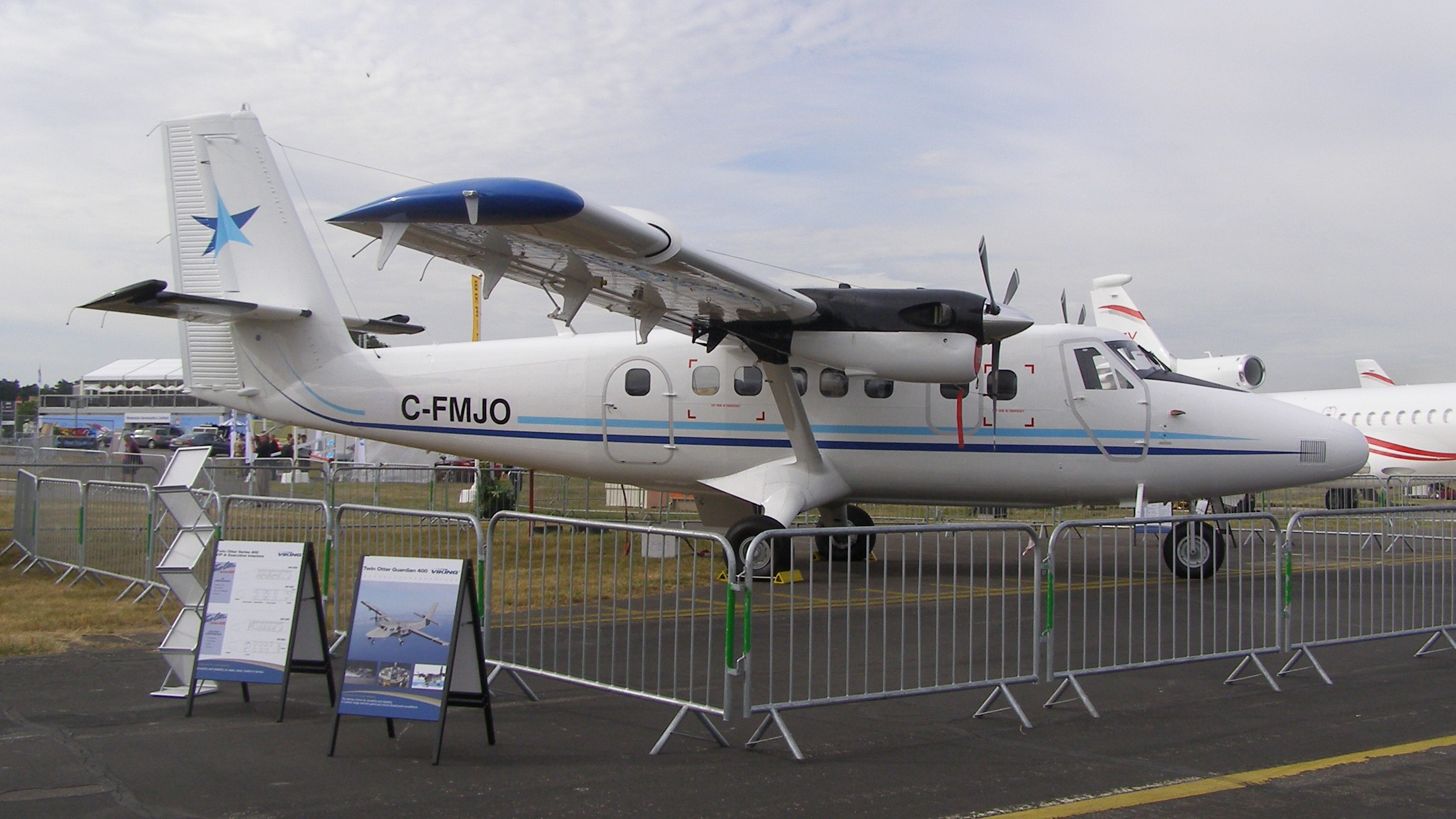
DHC-6 Série 400 em exibição em 2010 Farnborough Airshow

Em 2 de abril de 2007 Viking anunciou que, com 27 pedidos e opções na mão, ele estava reiniciando a produção de o Twin Otter com mais poderoso Pratt & Whitney Canada PT6A-34/35 motores. O primeiro voo da Série 400 técnico manifestante teve lugar em outubro 1, 2008 at Victoria Aeroporto Internacional. Em fevereiro de 2010, a primeira nova produção Twin Otter da Série 400 equipados com Honeywell Primus Apex IFR digital convés de voo e configurado com um viajante interior teve o seu primeiro voo. O DHC-6-série 400 Twin Otter design tem todo um melhor desempenho, ele inclui mais de energia, de espaço, e agora pode transportar até 4,280 libras de frete.
Viking Ar também produz atualizado DHC-2 Castores equipado com motores Pratt & Whitney Canada PT6A-34 turbo-hélice motor chamado o DHC-2T Turbo Castor.
Em dezembro de 2008, Viking Ar manifestaram a sua intenção de colocar o DHC-5 Buffalo série de volta em produção no Canadá em sua casa uma fábrica no Norte de Saanich ou em Calgary, Alberta. A nova produção de Búfalos recursos Pratt & Whitney Canada PW150 turboélices, um "glass cockpit", de visão melhorada e visão noturna de óculos de proteção capacidade. A empresa tem a intenção de propor a aeronave como um substituto para a Royal Canadian Air Force frota existente DHC-5As.

## Produtos
- DHC-2T Turbo Beaver

Remanufaturado pela Viking Ar, atualizado com um Pratt & Whitney Canada PT6A-34 680 hp (507 kW) motor turboélice.
- DHC-6 Twin Otter da Série 400

Entregue pela primeira vez em julho de 2010, alimentado por dois motores Pratt & Whitney Canada PT6A-34 ou opcional PT6A-35 de Alta Performance, e disponível no padrão de pouso, em linha reta, anfíbio, esquis, esquis de rodas ou trem de pouso.

## Propostas
- DHC-5NG Buffalo NG

Proposta para reiniciar a produção de uma versão atualizada do cargueiro.

## References
1. 1 2  «Viking Air acquires assets of Bombardier». Consultado em 2 de maio de 2016. Arquivado do original em 28 de maio de 2014
2. ↑  Viking Air Limited acquires certain assets of Bombardier Commercial Service Arquivado em 2005-08-11 na Archive.today May 2, 2005
3. ↑  Viking acquires de Havilland type certificates Arquivado em 24 de agosto de  2006, no Wayback Machine. February 24, 2006
4. ↑  Transport Canada (7 de setembro de 2011). «NAPA Issued Certificates Online: Certificate Detail». Consultado em 1 de julho de 2012
5. ↑  Federal Aviation Administration (maio de 1987). «Type Certificate Data Sheet No. A19AE». Consultado em 1 de julho de 2012
6. ↑  Viking restarts Twin Otter production April 2, 2007
7. ↑  First Flight For New Twin Otter A "Boring" Success Arquivado em 2 de outubro de  2008, no Wayback Machine. October 01, 2008
8. ↑  First Flight For New Twin Otter AvFlash News, February 27, 2010
9. ↑  Niles, Russ.

## Leitura externa
- Sean Raissa Imortal Do Castor: A Maior do Mundo de Bush Avião , Douglas & McIntyre, 2005 ISBN 1-55054-724-0,